# Rue Laplace
Pour les articles homonymes, voir Laplace.
 (juin 2020).
La rue Laplace est une voie du 5e arrondissement de Paris située dans le quartier de la Sorbonne.

## Situation et accès

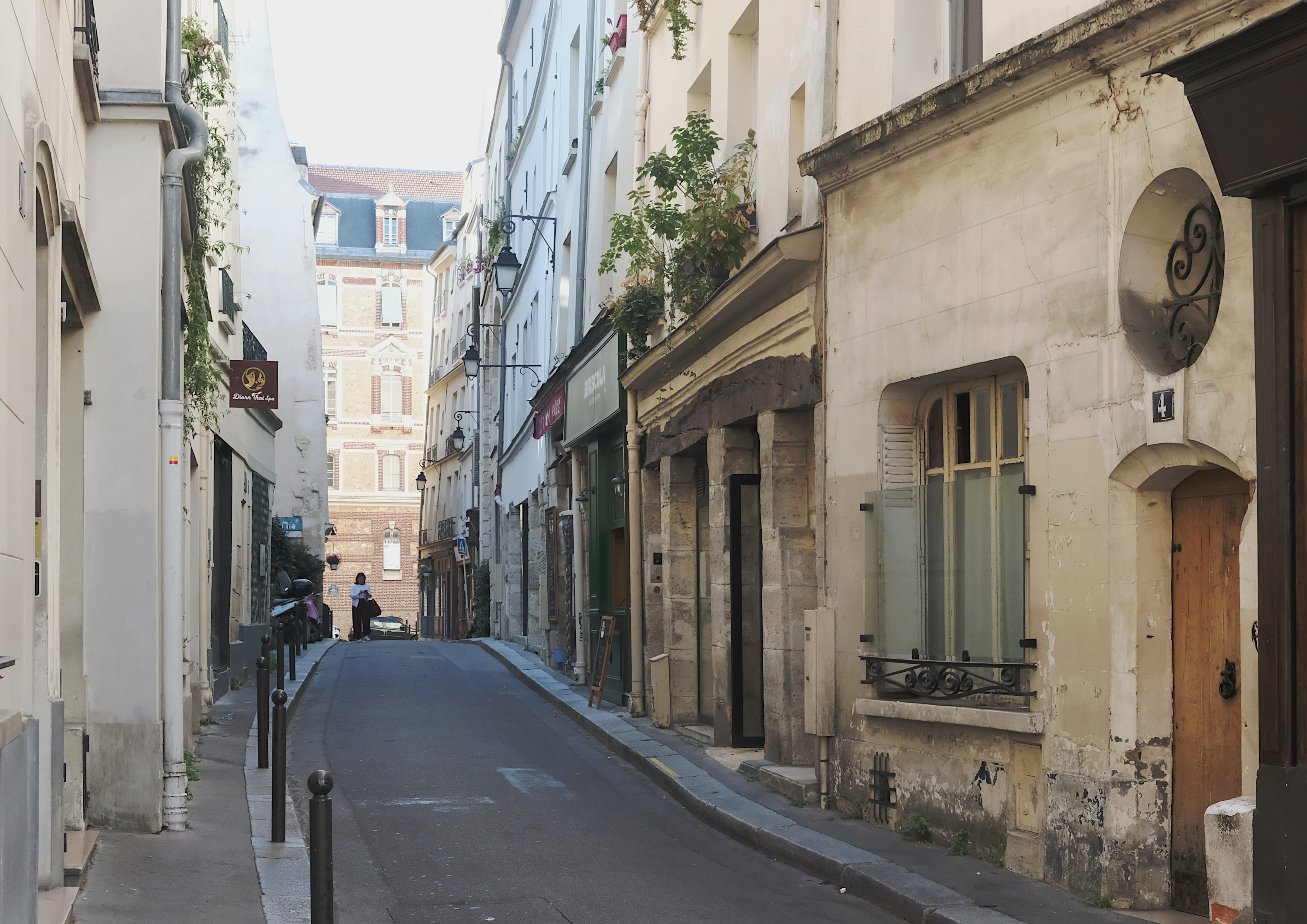
La rue Laplace vue depuis la rue de la Montagne-Sainte-Geneviève.

La rue Laplace est une vieille rue de Paris orientée est-ouest, d'environ 100 m de longueur entre les rues de la Montagne-Sainte-Geneviève et Valette. 
Elle est desservie à proximité par la station de métro de la ligne 10 Maubert-Mutualité.

## Origine du nom
Elle doit son nom au mathématicien et astronome Pierre-Simon de Laplace (1749-1827).

## Historique
Très ancienne rue de Paris, elle est nommée dans les plans « rue de l'Allemandier », « rue des Allemandiers » ou « rue des Almandiers ».
Elle est citée dans Le Dit des rues de Paris de Guillot de Paris sous la forme « rue des Amandiers ».
Au XIVe siècle, elle est appelée « rue des Amandiers » avant de prendre, à partir du XVIe siècle, le nom de « rue des Amandiers-Sainte-Geneviève » puis, en 1864, celui de « rue Laplace ».
Elle est citée sous le nom de « rue des Amandiers » dans un manuscrit de 1636.

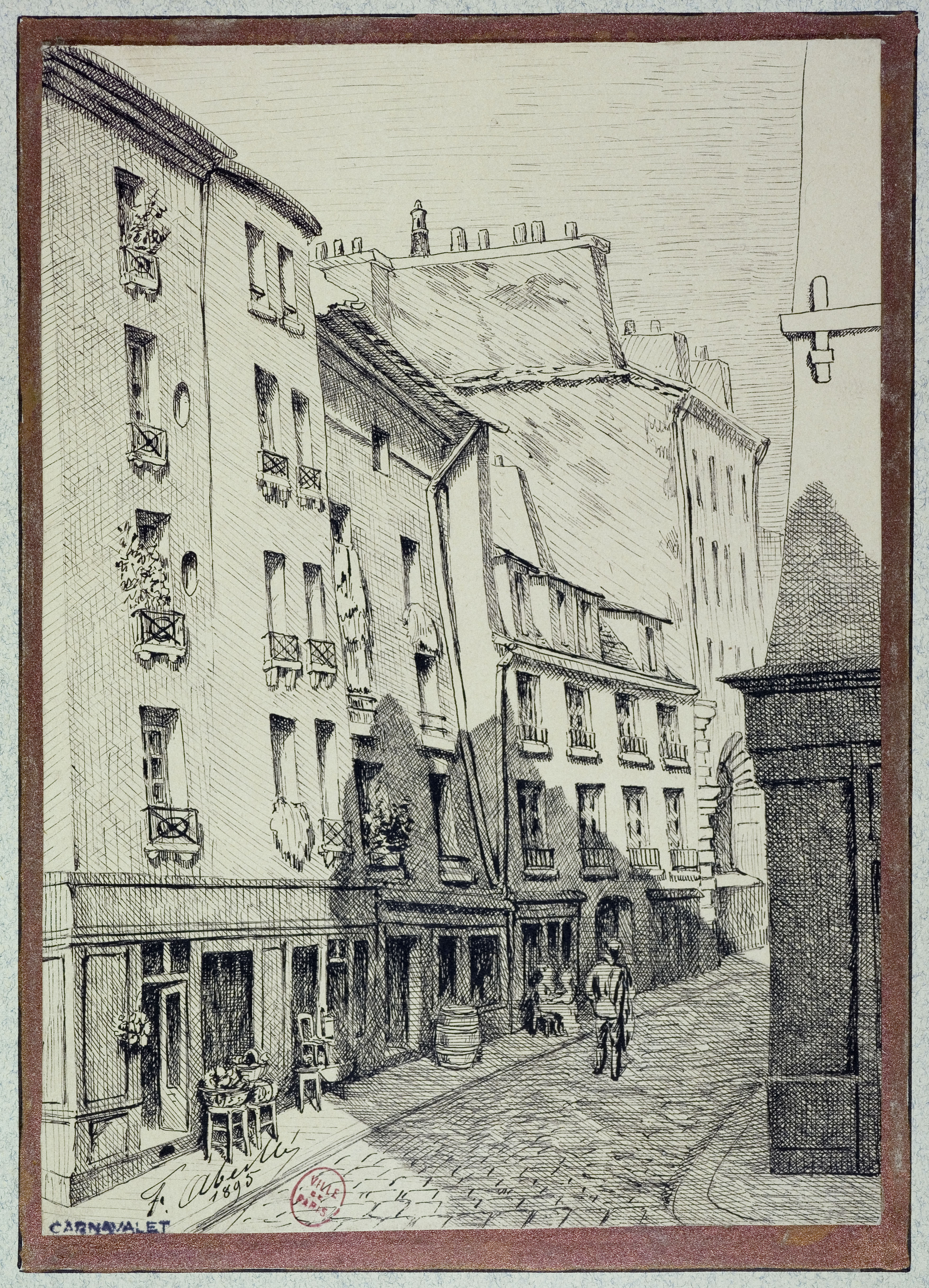
Rue Laplace au coin de la rue Valette (Abeillé,1895).
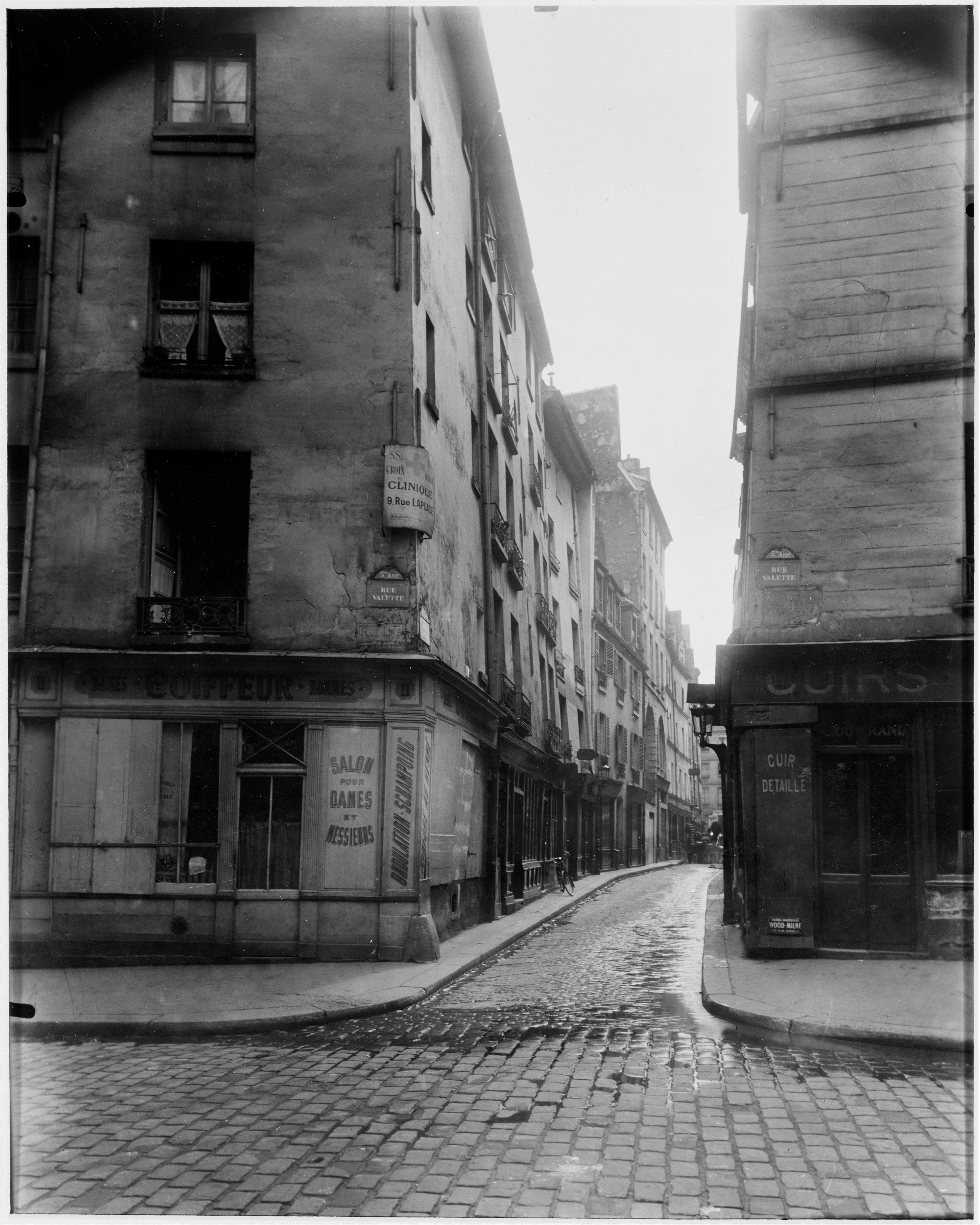
La rue Laplace vue depuis la rue Valette (Eugène Atget, 1926).

## Bâtiments remarquables et lieux de mémoire
- Le collège des Grassins y fut fondé en 1569 avant de devenir bien national durant la Révolution française et vendu en 1833[1].
- En 1804, le général Pichegru, qui fomentait un attentat contre Napoléon, se réfugia chez un ami dans cette rue. Mais cet ami le trahit et il fut arrêté. Il mourût étranglé dans sa cellule[2].
- No 8 : bar Le Piano-vache, où ont notamment été tournées des scènes du film Le Péril jeune[3].
- No 12 : porte du collège des Grassins datant de 1684[4].
- No 18 : l’immeuble est classé aux monuments historiques depuis 1925[5].